# شهرستان هندرسون، ایلینوی

شهرستان هندرسون

شهرستان هندرسون، (به انگلیسی: Henderson County) شهرستانی در ایالت ایلی‌نوی ایالات متحده امریکا و بر طبق سرشماری ۲۰۱۰ این شهرستان ۷۳۳۱ نفر جمعیت داشته‌است. رشد جمعیت این شهرستان از ۲۰۰۰ تا ۲۰۱۰، حدود ۱۰٫۷ درصد رشد منفی داشته‌است

طبق سرشماری ۲۰۱۰، مساحت این شهرستان ۱۰۲۳٫۶ کیلومتر مربع وسعت داشته که از این مقدار ۴٫۱۴ درصد آب و ۹۵٫۸۶ درصد خشکی می‌باشد.

## همسایگان و راه‌ها
همسایگان این شهرستان عبارتند از:
- شمال: شهرستان مرسر
- شمال‌شرق:
- شرق: شهرستان وارن
- جنوب‌شرق: شهرستان مک دوناگ
- جنوب: شهرستان هنکک
- جنوب‌غرب: شهرستان لی، آیووا
- غرب: شهرستان دی مونیس، آیووا
- شمال‌غرب:

راه‌های اصلی این شهرستان:
1. بزرگراه ۳۴ ایالات متحده
2. جاده ۹۴ ایلی‌نوی
3. جاده ۹۶ ایلی‌نوی
4. جاده ۱۱۶ ایلی‌نوی
5. جاده ۱۶۴ ایلی‌نوی

## شهرها
- بیگ گس ویلا، ایلی‌نوی
- دالاس سیتی، ایلی‌نوی
- گلداستون، ایلی‌نوی
- گلف پورت، ایلی‌نوی
- لوماکس، ایلی‌نوی
- مدیا، ایلی‌نوی
- اوکواک، ایلی‌نوی، مرکز شهرستان
- راتیتن، ایلی‌نوی
- استرانگهوراست، ایلی‌نوی

## هرم سنی

هرم سنی این شهرستان در سال ۲۰۰۰

این شهرستان بر اساس سرشماری سال ۲۰۰۰ دارای ۸۲۱۳ نفر جمعیت بوده‌است.

هرم سنی این شهرستان در سال ۲۰۰۰ در شکل روبرو نمایش داده شده‌است.

## تاریخچه
این شهرستان در ۱۸۴۱ از شهرستان وارن جدا شده‌است. این شهرستان نام خود را از ریچارد هندرسون، بنیان‌گذار ترانسیلاونیا که بعدها به نام کنتاکی معروف شد، گرفته‌است.

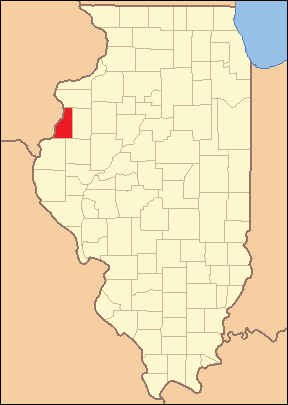
شهرستان هندرسون در زمان تشکیل در سال ۱۸۴۱